# Тенис правила
Тенис на корт се играе от 2-ма (т.нар. сингъл) или 4-ма (т.нар. по двойки). Когато отборите по двойки са от мъж и жена, се казва смесени двойки. Играе се с безшевна топка, малко по-малка от топката за бейзбол, която се удря с ракета с дължина около 70 cm.

## Тенис корт
Тенис се играе на правоъгълна гладка повърхност, наречена корт. Основното покритие е трева, клей или твърда настилка. Кортът има обща дължина 23,77 m. Широчината е 8,23 m (за сингъл) или 10,97 m (за двойки). Около корта има и допълнително свободно пространство. През средата на корта е поставена мрежа, която разделя корта на две равни половини. Мрежата има височина от 1,07 m в краищата и 0,914 m в средата. До единия край на мрежата стои главният съдия, обикновено на повдигната платформа. На 6,4 m успоредно от двете страни на мрежата е „сервис линията“, като дължината ѝ е само в полето за сингъл (8,23 m). Между сервис линията и мрежата е полето за сервис, което допълнително е разделено през средата с т.нар. централна сервис линия, перпендикулярна на мрежата. Като мислено продължение на тази линия от външната страна на основната линия има къса линийка, наречена централна маркировка.

### Сервиращ и посрещащ играч
Играчът, който изпълнява първия удар, се нарича сервиращ. Другият играч, който е готов да върне топката на сервиращия се нарича посрещащ. Предварително се определя чрез жребий кой е сервиращ и кой от коя страна да играе. Спечелилият жребия има следните възможности:
- да сервира или да посреща; тогава противникът има право да определи страната, от която ще започне играта;
- да избере от коя страна ще започне играта; тогава противникът има право да избере дали да сервира или да посреща;
- да предостави избора на противника.

Играчът/двойките трябва да застанат от двете противоположни страни на мрежата. При сервис посрещащият играч (или играчи при двойки) може да застане, където желае (в очертанията на корта или извън тях) от своята страна на мрежата. След всеки гейм се редуват сервиращият и посрещащият играч, освен в тайбрека.
Играчите сменят игралните си полета след края на първия гейм и продължават смяната през един гейм, докато сетът приключи.
Ако в края на сета броят на изиграните геймове е четно число, за първия гейм в следващия сет играчите продължават в същата половина на корта.
Полетата се сменят веднъж и по средата на тайбрека.

## Сервис
Началният удар се нарича сервис, връщането на топката се нарича ретур, а директната точка от сервис се нарича ас. Топката при сервис се удря така, че да попадне единствено в полето за сервис пред посрещащия играч, което е диагонално на сервиращия; едва тогава посрещащият играч може да удари топката. Топката не трябва да докосва мрежата при сервис. Ако сервираната топка се докосне в лентата в горния край на мрежата, след което падне в правилното поле за сервис, това не е грешка и сервисът се повтаря. При докосване на всяка друга част на корта сервисът е грешен. Сервиращият разполага с втори опит, в случай че първият му сервис е изпълнен погрешно. Вторият сервис се изпълнява от същата страна на централната маркировка. Ако и вторият сервис е грешен, се отсъжда „двойна грешка“ и сервиращият губи точка. След отбелязването на всяка точка се сервира от другата страна на централната маркировка.
За изпълнението на сервиса сервиращият трябва да:
1. се увери, че противникът е готов за игра (приема се, че е готов, когато следи сервиращия с поглед); ако се изпълни сервис при неготов посрещащ играч, сервисът не се зачита и не се брои, но ако играчът се опита да отиграе с ракетата, сервисът се зачита;
2. е стъпил с двете си стъпала от правилната страна на централната маркировка, от външната страна на корта, без да настъпва основната линия и без да излиза от мисленото продължение на страничната линия (грешките при сервис, свързани с положението на стъпала, се наричат „фут фолт“);
3. хвърли топката във въздуха с ръката без ракета, позволено е тупкане на топката преди хвърлянето;
4. удари топката с ракетата; ако не направи замахване с ракетата след хвърлянето, може да хвърля топката отново; ако замахне и не уцели, се счита за грешка.

Линиите на корта са част от него, според едно от най-старите правила. Това е важно при изпълнението на сервиса, както и при самата игра, защото докосването от топката дори от външната страна на линията, очертаваща правилното поле, се брои за добра топка (топката е в игра и няма грешка).

## Игра
- Топката е в игра от момента, в който е ударена при безгрешен сервис, и остава в игра, докато не бъде отбелязана точка.
- Топката се удря само по веднъж от играч, без да се спира или носи.
- Топката трябва да е отскочила от полето за сервис преди връщането ѝ.
- Топката трябва да се удари преди да е докоснала корта втори път.
- Няма нужда да се изчаква топката да отскочи от корта, за да се удари, освен ако противникът не я върнал от „воле“ (не може два последователни удари от въздуха).
- Ако след сервиса топката докосне мрежата или части от корта, това не се отчита и не се брои за грешка.
- Топката може да бъде връщана и отстрани на мрежата и прикрепящите я стълбове, но не може да се удря, ако не е преминала в собственото поле.
- Ако топката е в игра и се спре в мрежата, страничния стълб на мрежата или друг неподвижен предмет, играчът, който е играл последен с топката, губи разиграването и съответно 1 точка.
- Ако топката се върне обратно от мрежата играчът може да играе пак с топката, при условие че той или ракетата му не се докоснат до мрежата, стълбовете на мрежата или противниковото поле.
- Топката може да бъде удряна с части на тялото, но това се брои за удар, т.е. ако след това не попадне в противниковото поле, се брои за грешка на ударилия. Затова за удар се счита и леко докосване на топката до играча или част от облеклото му.

## Резултат
Резултатът се отчита по показания по-долу начин, като първо се обявява резултатът на сервиращия:
- в началото на гейма – „0“
- първа точка – „15“
- втора точка – „30“
- трета точка – „40“
- четвърта точка – „гейм“.

В случай че играч/двойка са спечелили по три точки (т.е. при 40-40), се обявява „равенство“ (deuce – дюс). При следваща точка има „предимство“ (Advantage – AD – адвантидж) за спечелилия я играч/двойка. Ако играч/двойка с предимство спечели още една точка, печели гейма. Ако това направи другият играч/двойка, отново има „равенство“.
Първият играч/двойка, който спечели 6 гейма, печели сет, ако противникът му няма 5 гейма. Ако спечели и следващия гейм (7:5), печели сета. В противен случай се играе до разлика от 2 гейма, но при някои правила има тайбрек, който може да е при 6:6, 8:8, 10:10 и пр. Правилата се обявяват преди началото на мача.
В повечето турнирни мачове се играе до 2 от 3 сета, но е възможно схемата да бъде променена до 3 от 5 (главно при мъжете). При някои правила последният сет може да се играе по правилата на тайбрек.

## Тайбрек
По време на тайбрека точките се обявяват 0, 1, 2, 3 и т.н. Играчът/двойката, спечелил/а първите седем точки, печели при условие, че води в резултата с минимум 2 точки.
Редът за първия сервис в тайбрека не се променя при първата точка, но за всеки следващи две точки сервиращ е другият играч/двойка.
Играчът/двойката, чийто ред е бил първи да сервира в тайбрека, ще посреща в първия гейм на следващия сет.